# Verbandsgemeinde Vordereifel
Die Verbandsgemeinde Vordereifel (bis 1. Januar 2002 Verbandsgemeinde Mayen-Land) ist eine Gebietskörperschaft im Landkreis Mayen-Koblenz in Rheinland-Pfalz. Der Verbandsgemeinde gehören 27 eigenständige Ortsgemeinden an. Der Verwaltungssitz befindet sich in der Stadt Mayen, die als verbandsfreie Stadt selbst der Verbandsgemeinde nicht angehört.

## Geographie
Die Verbandsgemeinde Vordereifel bildet zusammen mit den Verbandsgemeinden Mendig, Pellenz und Brohltal die Vulkanische Osteifel, eine von drei Teilregionen in die sich die Vulkaneifel gliedert.

## Verbandsangehörige Gemeinden
| Ortsgemeinde                 | Fläche (km²) | Einwohner |
| ---------------------------- | ------------ | --------- |
| Acht                         | 3,79         | 77        |
| Anschau                      | 5,15         | 285       |
| Arft                         | 5,83         | 242       |
| Baar                         | 11,74        | 720       |
| Bermel                       | 7,33         | 352       |
| Boos                         | 10,38        | 607       |
| Ditscheid                    | 4,48         | 259       |
| Ettringen                    | 9,16         | 2.857     |
| Hausten                      | 3,56         | 376       |
| Herresbach                   | 8,47         | 498       |
| Hirten                       | 2,51         | 247       |
| Kehrig                       | 10,41        | 1.247     |
| Kirchwald                    | 9,51         | 999       |
| Kottenheim                   | 6,07         | 2.523     |
| Langenfeld                   | 4,71         | 675       |
| Langscheid                   | 2,54         | 90        |
| Lind                         | 2,78         | 56        |
| Luxem                        | 4,93         | 319       |
| Monreal                      | 14,64        | 763       |
| Münk                         | 5,13         | 264       |
| Nachtsheim                   | 7,21         | 557       |
| Reudelsterz                  | 3,94         | 370       |
| Sankt Johann                 | 4,31         | 919       |
| Siebenbach                   | 3,41         | 196       |
| Virneburg                    | 5,40         | 382       |
| Weiler                       | 7,51         | 511       |
| Welschenbach                 | 2,79         | 47        |
| Verbandsgemeinde Vordereifel | 167,73       | 16.438    |

(Einwohner am 31. Dezember 2023)

## Bevölkerungsentwicklung
Die Entwicklung der Einwohnerzahl bezogen auf das Gebiet der heutigen Verbandsgemeinde Vordereifel; die Werte von 1871 bis 1987 beruhen auf Volkszählungen:
| Jahr | Einwohner |
| 1815 | 6.682     |
| 1835 | 8.993     |
| 1871 | 9.383     |
| 1905 | 12.073    |
| 1939 | 13.098    |
| 1950 | 13.537    |

| Jahr | Einwohner |
| 1961 | 13.860    |
| 1970 | 15.295    |
| 1987 | 15.417    |
| 1997 | 16.889    |
| 2005 | 17.245    |
| 2023 | 16.438    |

## Politik

### Verbandsgemeinderat
- SPD: 7
- Grüne: 2
- FWG: 5
- FDP: 1
- CDU: 15
- AfD: 2

Der Verbandsgemeinderat Vordereifel besteht aus 32 ehrenamtlichen Ratsmitgliedern, die bei der Kommunalwahl am 9. Juni 2024 in einer personalisierten Verhältniswahl gewählt wurden, und dem hauptamtlichen Bürgermeister als Vorsitzendem.
Die Sitzverteilung im Verbandsgemeinderat:
| Wahl | SPD | CDU | Grüne | AfD | FDP | FWG a | Gesamt   |
| ---- | --- | --- | ----- | --- | --- | ----- | -------- |
| 2024 | 7   | 15  | 2     | 2   | 1   | 5     | 32 Sitze |
| 2019 | 8   | 16  | 5     | 1   | 2   | –     | 32 Sitze |
| 2014 | 10  | 18  | 3     | –   | 1   | –     | 32 Sitze |
| 2009 | 11  | 19  | –     | –   | 2   | –     | 32 Sitze |
| 2004 | 10  | 21  | –     | –   | 1   | –     | 32 Sitze |

### Bürgermeister
Alfred Schomisch (CDU) wurde am 1. Januar 2017 Bürgermeister der Verbandsgemeinde Vordereifel. Bei der Direktwahl am 12. Juni 2016 war er mit einem Stimmenanteil von 70,53 % für eine achtjährige Amtszeit gewählt worden. Schomisch wurde damit Nachfolger von Gerd Heilmann (CDU), der nicht erneut kandidiert hatte. Bei der Direktwahl am 7. April 2024 wurde Alfred Schomisch mit einem Stimmenanteil von 70,3 % für eine zweite achtjährige Wahlperiode in seinem Amt bestätigt.

### Wappen
Die Wappenbeschreibung lautet: „Im gespaltenen Schild mit erniedrigter halber Spitze vorne in Gold drei rote Rauten, hinten in Rot ein silberner Drachen, unten vorne in Rot drei goldene Kugeln, hinten in Gold eine rote Lilie.“